# Saint-Pierre-de-Vassols
Saint-Pierre-de-Vassols is een gemeente in het Franse departement Vaucluse (regio Provence-Alpes-Côte d'Azur) en telt 459 inwoners (2005). De plaats maakt deel uit van het arrondissement Carpentras.

## Geografie
De oppervlakte van Saint-Pierre-de-Vassols bedraagt 4,9 km², de bevolkingsdichtheid is 93,7 inwoners per km².
De onderstaande kaart toont de ligging van Saint-Pierre-de-Vassols met de belangrijkste infrastructuur en aangrenzende gemeenten.

## Demografie
Onderstaande figuur toont het verloop van het inwonertal (bron: INSEE-tellingen).